# Nyctemera nisa
Nyctemera nisa là một loài bướm đêm thuộc phân họ Arctiinae, họ Erebidae.